# Andrej Larkov
Andrej Vitaljevitj Larkov (ryska: Андрей Витальевич Ларьков), född 25 november 1989, är en rysk längdskidåkare som debuterade i världscupen den 6 februari 2011 i Rybinsk, Ryssland. Han ingick i det ryska lag som vann silver i stafett vid VM i Lahtis 2017.
Vid olympiska vinterspelen 2018 tog Larkov ett lagsilver i långa stafetten.